# Chrast (okres Chrudim)
Chrast is een Tsjechische stad in de regio Pardubice, en maakt deel uit van het district Chrudim.
Chrast telt 3186 inwoners (2006).
De plaatsen Chacholice, Podlažice en Skála maken deel uit van Chrast.  
Běstvina · Biskupice · Bítovany · Bojanov · Bor u Skutče · Bořice · Bousov · Bylany · Ctětín · Čankovice · České Lhotice · Dědová · Dolní Bezděkov · Dřenice · Dvakačovice · Hamry · Heřmanův Městec · Hlinsko · Hluboká · Hodonín · Holetín · Honbice · Horka · Horní Bradlo · Hošťalovice · Hrochův Týnec · Hroubovice · Chrast · Chroustovice · Chrudim · Jeníkov · Jenišovice · Kameničky · Kladno · Klešice · Kněžice · Kočí · Kostelec u Heřmanova Městce · Krásné · Krouna · Křižanovice · Lány · Leštinka · Libkov · Liboměřice · Licibořice · Lipovec · Lozice · Lukavice · Luže · Míčov-Sušice · Miřetice · Mladoňovice · Morašice · Mrákotín · Nabočany · Načešice · Nasavrky · Orel · Ostrov · Otradov · Perálec · Podhořany u Ronova · Pokřikov · Prachovice · Proseč · Prosetín · Předhradí · Přestavlky · Rabštejnská Lhota · Raná · Ronov nad Doubravou · Rosice · Rozhovice · Řestoky · Seč · Skuteč · Slatiňany · Smrček · Sobětuchy · Stolany · Střemošice · Studnice · Svídnice · Svratouch · Tisovec · Trhová Kamenice · Trojovice · Třemošnice · Třibřichy · Tuněchody · Úherčice · Úhřetice · Vápenný Podol · Včelákov · Vejvanovice · Vítanov · Vojtěchov · Vortová · Vrbatův Kostelec · Všeradov · Vysočina · Vyžice · Zaječice · Zájezdec · Zderaz · Žlebské Chvalovice · Žumberk